# Paternopoli
Paternopoli es uno de los 119 municipios o comunas ("comune" en italiano) de la provincia de Avellino, en la región de Campania. Con cerca de 2.716 habitantes, según el censo de 2005, se extiende por una área de 18 km², teniendo una densidad de población de 151 hab/km². Linda con los municipios de Castelfranci, Castelvetere sul Calore, Fontanarosa, Gesualdo, Luogosano, Montemarano, San Mango sul Calore, Torella dei Lombardi, y Villamaina.
Fuertemente dañado por el terremoto del 23 de noviembre de 1980.

## Demografía
| Gráfica de evolución demográfica de Paternopoli entre 1861 y 2001 |
|                                                                   |
| Fuente ISTAT - elaboración gráfica de Wikipedia                   |

- Datos: Q55077
- Multimedia: Paternopoli / Q55077

1. ↑  Worldpostalcodes.org, código postal n.º 83052.
2. ↑  «Codici Catastali». Comuni-italiani.it (en italiano). Consultado el 29 de abril de 2017.